# Rhochmopterum centralis
Rhochmopterum centralis är en tvåvingeart som först beskrevs av Friedrich Georg Hendel 1915.  Rhochmopterum centralis ingår i släktet Rhochmopterum och familjen borrflugor.
Artens utbredningsområde är Taiwan. Inga underarter finns listade i Catalogue of Life.